# Liste des sigles de l'AAR débutant par S
Pour un article plus général, voir Sigle de l'AAR.

## S
- SA   - Central of Georgia Railroad
- SAL  - Seaboard Air Line Railway; Seaboard System Railroad; CSX Transportation
- SAMX - Cargill, Inc. (Seaboard Allied Milling Department)
- SAN  - Sandersville Railroad
- SANX - San Angelo Tank Car Line
- SAPT - Savannah Port Terminal Railroad
- SATX - City Public Service Board of San Antonio (Texas)
- SAUX - Sauvage Gas Company
- SAWX - Sawco, Inc.
- SAZX - Saz Transportation Corporation
- SB   - South Buffalo Railway
- SBC  - Ferrocarril Sonora Baja California
- SBD  - Seaboard System Railroad; CSX Transportation
- SBGX - Industry Financial Corporation
- SBK  - South Brooklyn Railway
- SBLN - Sterling Belt Line Railway
- SBLX - Sunbelt/Chlor/Alkali Partnership
- SBM  - St. Louis, Brownsville and Mexico
- SBVR - South Branch Valley Railroad
- SC   - Sumter and Choctaw Railway
- SCAX - Southern California Regional Rail Authority
- SCBG - Santa Cruz, Big Trees and Pacific Railway
- SCCX - Shell Oil Company
- SCEX - Southern California Edison
- SCFS - Straits Car Ferry Service Corporation
- SCGX - Schuler Grain Company; Eades Commodities
- SCHX - Stauffer Chemical Company
- SCJX - Gulf Oil Products Company; Chevron Phillips Chemical Company
- SCL  - Seaboard Coast Line Railroad; Seaboard System Railroad; CSX Transportation
- SCLX - PPG Industries Canada, Ltd. (Stanchem Division)
- SCM  - Strouds Creek and Muddlety Railroad
- SCMX - Shell Oil Company
- SCOX - Scoular Bishop Grain Company
- SCPX - Shell Oil Company
- SCST - Seaboard Transportation Company (subsidiary of Seaboard Coast Line Railroad)
- SCT  - Sioux City Terminal Railway
- SCTR - South Central Tennessee Railroad
- SCWX - South Carolina Public Service Authority
- SCXY - St Croix Valley Railroad
- SCYX - Farmers Cooperative Association of York (Nebraska)
- SDA  - San Diego and Arizona Railway
- SDAE - San Diego and Arizona Eastern Railway
- SDCX - AMAX Chemical Corporation
- SDER - San Diego Electric Railway
- SDEX - Swindell-Dressler Energy Supply Company
- SDIV - San Diego and Imperial Valley Railroad (expired)
- SDIY - San Diego and Imperial Valley Railroad
- SDNR - San Diego Northern Railway
- SE   - Ferrocarriles Unidos del Sureste
- SECX - South-East Coal Company
- SEIX - Seimax Gas Corporation
- SEMX - Seminole Electric Cooperative
- SEPA - Southeastern Pennsylvania Transportation Authority (SEPTA)
- SEPX - Southwestern Electric Power Company
- SERA - Sierra Railroad
- SERX - ACF Industries (Shippers Car Line Division)
- SFIX - System Fuels, Inc.
- SFLC - Atchison, Topeka and Santa Fe Railway
- SFLR - Shore Fast Line Railroad
- SFPP - Spruce Fall Power and Paper
- SFRB - Atchison, Topeka and Santa Fe Railway (Santa Fe Refrigerated Despatch)
- SFRC - Atchison, Topeka and Santa Fe Railway (Santa Fe Refrigerated Despatch)
- SFRD - Atchison, Topeka and Santa Fe Railway (Santa Fe Refrigerated Despatch)
- SFRE - Atchison, Topeka and Santa Fe Railway (Santa Fe Refrigerated Despatch)
- SFRP - Atchison, Topeka and Santa Fe Railway (Santa Fe Refrigerated Despatch)
- SFS  - Santa Fe Southern Railway
- SFSX - San Francisco Transportation Services Company
- SFTX - Continental Tank Car Corporation
- SGAX - SGA Leasing Company
- SGCX - Sungas Corporation of Florida
- SGIX - LPG Transportation, Inc.
- SGLR - Seminole Gulf Railway
- SH   - Steelton and Highspire Railroad
- SHPX - ACF Leasing (Shippers Car Line Division)
- SI   - Spokane International Railroad; Union Pacific Railroad
- SIGX - Southern Indiana Gas and Electric Company
- SIMX - Sierra Bag Company
- SIND - Southern Indiana Railway
- SIRC - Staten Island Railroad
- SIRR - Southern Industrial Railroad
- SIRX - Southern Illinois Railcar Corporation
- SJMX - St. Joe Minerals Corporation
- SJRT - St. Johns River Terminal
- SJT  - St. Joseph Terminal Railroad
- SJVR - San Joaquin Valley Railroad
- SKCX - ARCO Chemical Company
- SKNX - Saskatchewan Grain Car Corporation
- SKOL - South Kansas and Oklahoma Railroad
- SKPX - Saskatchewan Grain Car Corporation
- SKTX - Ski Train
- SL   - Salt Lake City Southern Railroad
- SLAW - St. Lawrence Railroad
- SLAX - St. Lawrence Starch Company, Ltd.
- SLC  - San Luis Central Railroad
- SLGG - Sidney and Lowe Railroad
- SLGW - Sat Lake, Garfield and Western Railway
- SLH  - Sugarloaf and Hazelton Railroad
- SLOX - Selox, Inc.
- SLR  - Chemin de fer Saint-Laurent & Atlantique
- SLRX - St. Louis Refrigerator Car Company
- SLSF - St. Louis - San Francisco Railway (Frisco); Burlington Northern Railroad
- SLTX - Slade Transport, Inc.
- SM   - St. Mary's Railroad
- SMA  - San Manuel Arizona Railroad
- SMCX - San Miguel Electric Cooperative
- SMEX - South Mississippi Electric Power Association
- SMMX - St. Mary's Cement Company
- SMNX - Solvay Minerals, Inc.
- SMV  - Santa Maria Valley Railroad
- SN   - Sacramento Northern Railway
- SNBL - Sioux City and New Orleans Barge Line
- SNCT - Seattle and North Coast Railroad
- SNDX - Sounder Commuter Rail
- SNFX - IND/AG Chemicals, Inc.
- SNHX - IND/AG Chemicals, Inc.
- SOEX - Shell Oil Company
- SOGX - Diamond Shamrock Chemicals Company
- SOIX - Sand Seed Service, Inc.
- SOLX - Solano Rail Car Company
- SOM  - Somerset Railroad
- SOO  - Soo Line Railroad; Canadian Pacific Railway
- SOPR - South Pierce Railroad
- SOU  - Southern Railway; Norfolk Southern Railway
- SP   - Southern Pacific Railroad; Union Pacific Railroad
- SPAX - Southeastern Pennsylvania Transportation Authority (SEPTA)
- SPCX - Saskatchewan Power Corporation
- SPEG - Spencerville and Elgin Railroad
- SPFE - Pacific Fruit Express; Southern Pacific Railroad; Union Pacific Railroad
- SPGX - Suburban Propane
- SPMW - Southern Pacific Railroad; Union Pacific Railroad
- SPS  - Spokane, Portland and Seattle Railway; Burlington Northern Railroad
- SPUD - St. Paul Union Depot Company
- SQVR - Sequatchie Valley Railroad
- SRC  - Strasburg Railroad
- SRCX - Sid Richardson Carbon Company
- SRIX - Southern Region Industrial Realty, Inc.; Southwest Rail Industries, Inc.
- SRL  - Swift Refrigerator Lines (expired)
- SRLX - General American Transportation Corporation
- SRN  - Sabine River and Northern Railroad
- SROX - United States Department of Energy (Savannah River Operations Office)
- SRPX - Salt River Project Agricultural Improvement and Power District
- SRRX - Star Railroad Equipment
- SRY  - Southern Railway of British Columbia
- SS   - Sand Springs Railway
- SSAM - Sault Ste Marie Bridge Company (subsidiary of Wisconsin Central)
- SSDK - Savannah State Docks Railroad
- SSGX - McMaster Grain Company
- SSH  - South Shore Railroad
- SSIX - Itel Corporation
- SSW  - St. Louis Southwestern Railway (Cotton Belt); Southern Pacific Railroad; Union Pacific Railroad
- ST   - Springfield Terminal Railway; Guilford Rail System
- STAX - Stauffer Chemical Company; OCI Chemical Corporation
- STCX - Sterling China Company
- STE  - Stockton Terminal and Eastern Railroad
- STER - St. Thomas and Eastern Railway
- STEX - Sterling Chemicals, Inc.
- STLX - A. E. Staley Manufacturing
- STMA - St. Maries River Railroad
- STMX - A. E. Staley Manufacturing
- STOX - ACF Industries
- STRC - Stuart Chemical Transportation
- STRT - Stewartstown Railroad
- STRX - St. Regis Paper Company
- STSX - A. E. Staley Manufacturing
- STTX - Trailer Train Company
- STWX - Struthers Wells Corporation
- SULX - Sultran
- SUN  - Sunset Railway
- SUNX - Sun Refining and Marketing Company
- SUR  - State University Railroad
- SVIL - Saltville Railroad
- SW   - Southwestern Railroad
- SWCX - Estech, Inc.
- SWFX - Southwest Forest Industries, Inc.
- SWGX - Southwest Georgia Railroad Excursion Authority/SAM Shortline Excursion Train
- SWLX - Essel Corporation
- SWRX - Richmond Rail Equipment Leasing Company
- SWYX - Stauffer Chemical Company of Wyoming